# Trachysida mutabilis
Trachysida mutabilis là một loài bọ cánh cứng trong họ Cerambycidae.